# Counterfeit
A Counterfeit (jelentése: "hamisítvány", stilizált alakja: COUNTERFEIT.) angol punkegyüttes volt Londonból. 2015-ben alakultak. Tagjai: Jamie Campbell Bower - ének, gitár, Sam Bower - gitár, Tristan Marmont - gitár, Roland Johnson - basszusgitár és James Craig - dob.
2016. november 28-án lemezszerződést kötöttek az Xtra Mile Recordings kiadóval. Első nagylemezük 2017. március 17-én jelent meg, Together We Are Stronger címmel. 2019-ben a Republic Recordsszal kötöttek szerződést. Három kislemezt adtak ki: az "It Gets Better"-t, a "The New Insane"-t és a "11:44"-t, amelyek a második lemezükön szerepeltek volna.
2020. november 11-én Jamie Bower 
Instagramján bejelentette, hogy az együttes feloszlik.

## Tagok
- Jamie Campbell Bower – ének, gitár  (2015–2020)
- Roland Johnson – basszusgitár, ének (2015–2020)
- Tristan Marmont – gitár, ének (2015–2020)
- Sam Bower – gitár, ének (2015–2020)
- Jimmy Craig – dob, ütős hangszerek (2015–2020)

## Diszkográfia
- Together We Are Stronger (2017)

EP-k
- Come Get Some (2015)
- Enough (2016)
- Addiction (2016)

Kislemezek
- It Gets Better (2019)
- The New Insane (2020)
- 11:44 (2020)
- Getting Over It (2020)